# Matti Vanhala
Erkki Matti Vanhala (Helsinki , 31 de enero de 1946-29 de septiembre de 2004) fue un influyente economista finlandés. Fue gobernador del Banco de Finlandia desde junio de 1998 hasta finales de marzo de 2004.
Vanhala se licenció en ciencias políticas. Vanhala trabajó desde 1968 hasta 1970 en el Ministerio de Finanzas. Entró al servicio del Banco de Finlandia en 1970 como investigadora y en 1998 sucede a Sirkka Hämäläinen como Ggobernador. Formó parte del Consejo de Gobierno del Banco Central Europeo de 1998.
Vanhala asistió a una reunión del Grupo Bilderberg en 1999, representando al Banco de Finlandia. En 1999 le fue diagnosticado un cáncer de vejiga. Estuvo dos veces de baja por enfermedad prolongada. Desde abril de 2004 disfrutó de una pensión de invalidez de la oficina del gobernador.
Matti Vanhala falleció a la edad de 58 años el 29 de septiembre de 2004 tras una larga enfermedad.